# Prefettura di Okinawa
La prefettura di Okinawa (沖縄県?, Okinawa-ken, lingua di Okinawa: Uchinaa-ken) è la più meridionale delle prefetture del Giappone. È formata dalla maggior parte, quella a sud, delle isole Ryūkyū (琉球諸島?, Ryūkyū shotō), che si estendono per oltre 1 000 km dall'isola di Kyūshū fino a Taiwan. Comprende inoltre il piccolo arcipelago disabitato delle disputate isole Senkaku (尖閣諸島?, Senkaku Shotō), reclamate sia dalla Repubblica Popolare Cinese sia dalla Repubblica di Cina. Il capoluogo della prefettura, Naha, si trova nella parte meridionale dell'isola di Okinawa.

## Storia
Ossa umane risalenti al paleolitico sono state rinvenute a Naha e a Yaese. Altri reperti archeologici dimostrano l'influenza giapponese del periodo Jōmon, anche se alcuni vasi in terracotta che sono stati ritrovati assomigliano a quelli di Taiwan.
Le Ryukyu sono menzionate nella biografia del monaco cinese Jianzhen, scritta nel 779 d.C. Le colture agricole, che iniziarono nell'VIII secolo, ebbero uno sviluppo lento fino al XII. La posizione geografica delle isole, relativamente vicine a Giappone, Cina e sud-est asiatico, fece del Regno delle Ryūkyū, sorto nel XV secolo, uno stato ricco grazie ai commerci, Fu in questo periodo che furono costruiti i primi gusuku, castelli tipici di queste zone. Il regno divenne presto un vassallo della Cina, allora retta dalla dinastia Yuan.

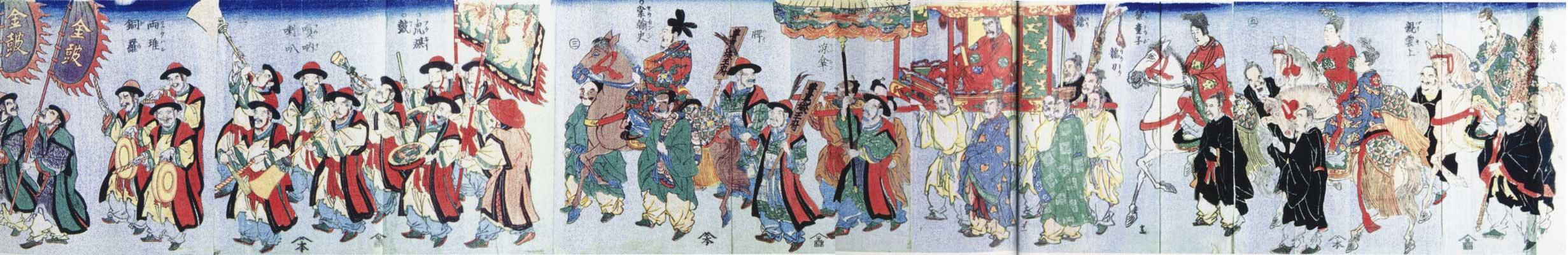
Missione diplomatica di Ryukyu a Edo (1832).

Nel 1609, le armate giapponesi del clan Shimazu, che controllava i territori dell'odierna prefettura di Kagoshima, invasero Ryūkyū, che fu da allora obbligato a pagare i tributi al dominio di Satsuma e allo shogunato Tokugawa. La sovranità del regno fu rispettata per non innescare un conflitto con la Cina, che continuò quindi ad imporre i propri tributi. Il clan di Satsuma si arricchì con gli scambi commerciali nelle Ryūkyū, malgrado le restrizioni imposte dai Tokugawa in questo campo.
Satsuma continuò ad esercitare la sua influenza sul regno, che mantenne comunque la propria indipendenza fino a quando, nel 1872, poco dopo il rinnovamento Meiji, i giapponesi occuparono le isole e ne fecero uno han. La Cina della dinastia Qing proclamò i suoi diritti di riscossione dei tributi, e fu solo nel 1879 che le isole entrarono a far parte della neonata prefettura di Okinawa, a differenza degli altri han, che si trasformarono in prefetture già nel 1872. Nel 1912, i rappresentanti del popolo delle isole ottennero il diritto ad eleggere i propri rappresentanti nella Dieta Nazionale del Giappone, che era stata istituita nel 1890.
Nel 1945, durante la seconda guerra mondiale fu combattuta la battaglia di Okinawa, durante la quale perse la vita un quarto della popolazione civile. La battaglia fu vinta dagli americani, che occuparono le isole. Rimasero sotto l'amministrazione degli USA fino al 1972, quando furono riconsegnate al Giappone.
Durante l'occupazione, gli americani hanno costruito diverse basi militari nelle Ryūkyū, e tuttora sono dispiegati 27 000 soldati, accompagnati da 22 000 familiari A partire dal 1960, gli Usa ed il Giappone hanno mantenuto l'accordo che prevede la presenza di armi nucleari nelle basi di Okinawa. Le basi militari occupavano il 18% della superficie di Okinawa ed il 75% delle basi militari situate nell'intero Giappone sorgono nella prefettura.
Fin dall'immediato dopoguerra è attivo il movimento per l'indipendenza delle Ryūkyū (琉球独立運動?, Ryūkyū Dokuritsu Undō), che chiede la creazione di uno Stato indipendente nelle isole, l'allontanamento dei militari USA e lo smantellamento delle basi. Altri movimenti anti-americani sono sorti in tutto il Giappone. I crimini commessi dai militari USA nelle isole di Okinawa durante gli anni di occupazione hanno causato grandi proteste tra i giapponesi. I governi americano e giapponese hanno concordato nel 2006 di razionalizzare la presenza americana nella prefettura con lo spostamento delle basi in nuovi insediamenti militari. Tale accordo ha causato nuove proteste dei movimenti anti-americani.
Il governo del Partito Democratico del Giappone, in carica dal 2009, ha congelato tale trasferimento e, nell'aprile del 2010, ha proposto di modificare il piano dello spostamento.

## Geografia fisica

### Isole maggiori

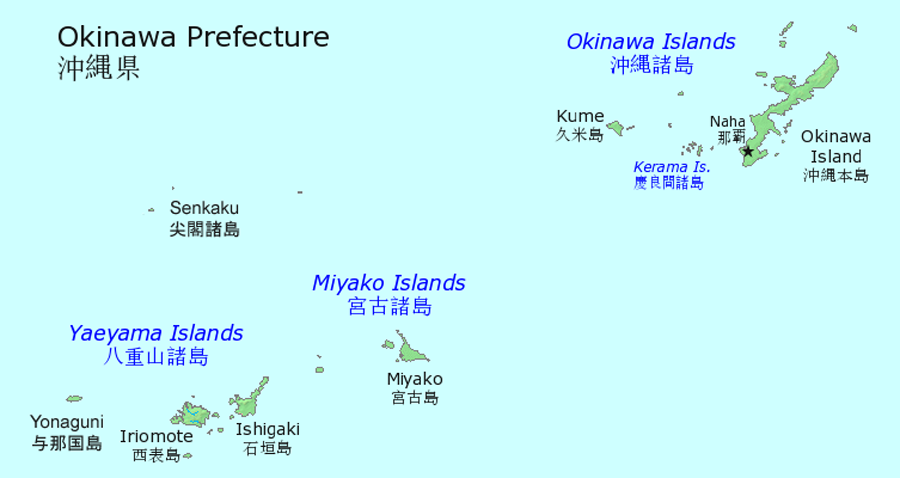
Mappa della prefettura di Okinawa.

La maggior parte delle isole che formano la prefettura fanno parte delle isole Ryūkyū, e si dividono in tre arcipelaghi minori:
- Isole di Okinawa (沖縄諸島?, Okinawa Shotō)
  - Ie-jima
  - Kume-jima
  - Isola di Okinawa
  - Isole Kerama
- Isole Miyako (宮古列島?, Miyako Rettō)
  - Miyakojima
- Isole Yaeyama (八重山諸島?, Yaeyama-shotō)
  - Iriomote
  - Ishigaki
  - Yonaguni

Nella prefettura vi sono anche le disabitate isole Senkaku, che non fanno parte delle Ryūkyū.

### Parchi naturali
A tutto il 30 marzo del 2008, il 19% del territorio complessivo della prefettura era inglobato nei parchi nazionali, tra i quali vi sono:
- Parco nazionale di Iriomote-Ishigaki, nella zona delle isole Yaeyama
- Parco nazionale di Okinawa Kaigan, nell'isola di Okinawa e nell'arcipelago delle Kerama
- Parco nazionale di Okinawa Senseki, nell'isola di Okinawa
- Parco nazionale di Irabu, nelle isole Miyako
- Parco nazionale di Kumejima, nelle isole di Kume-jima
- Parco nazionale di Tonaki, nel distretto di Shimajiri, nell'isola di Okinawa

### Fauna
Il gatto di Iriomote, detto prionailurus iriomotensis (西表山猫?, Iriomote-yamaneko), specie di felino selvatico quasi estinta, si trova esclusivamente nell'isola di Iriomote. Solo nelle Ryukyu si trova il velenoso serpente  crotalino elegante, detto Trimeresurus elegans. Le barriere coralline di Okinawa garantiscono un ambiente ideale per la fauna marina locale. Diversi esemplari di tartaruga marina scelgono le spiagge delle isole dell'arcipelago per deporre le uova. Nelle acque di questa zona sono presenti anche molte velenose meduse.

### Flora
Numerosi sono i frutti tropicali prodotti ad Okinawa, tra gli altri la canna da zucchero, l'ananas e la papaya.

### Geologia

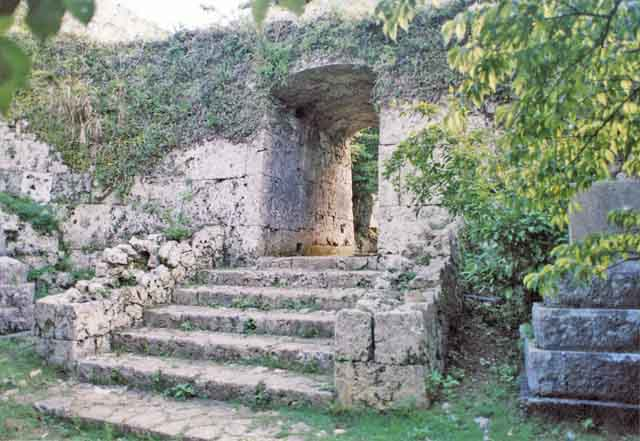
Rovine di gusuku.

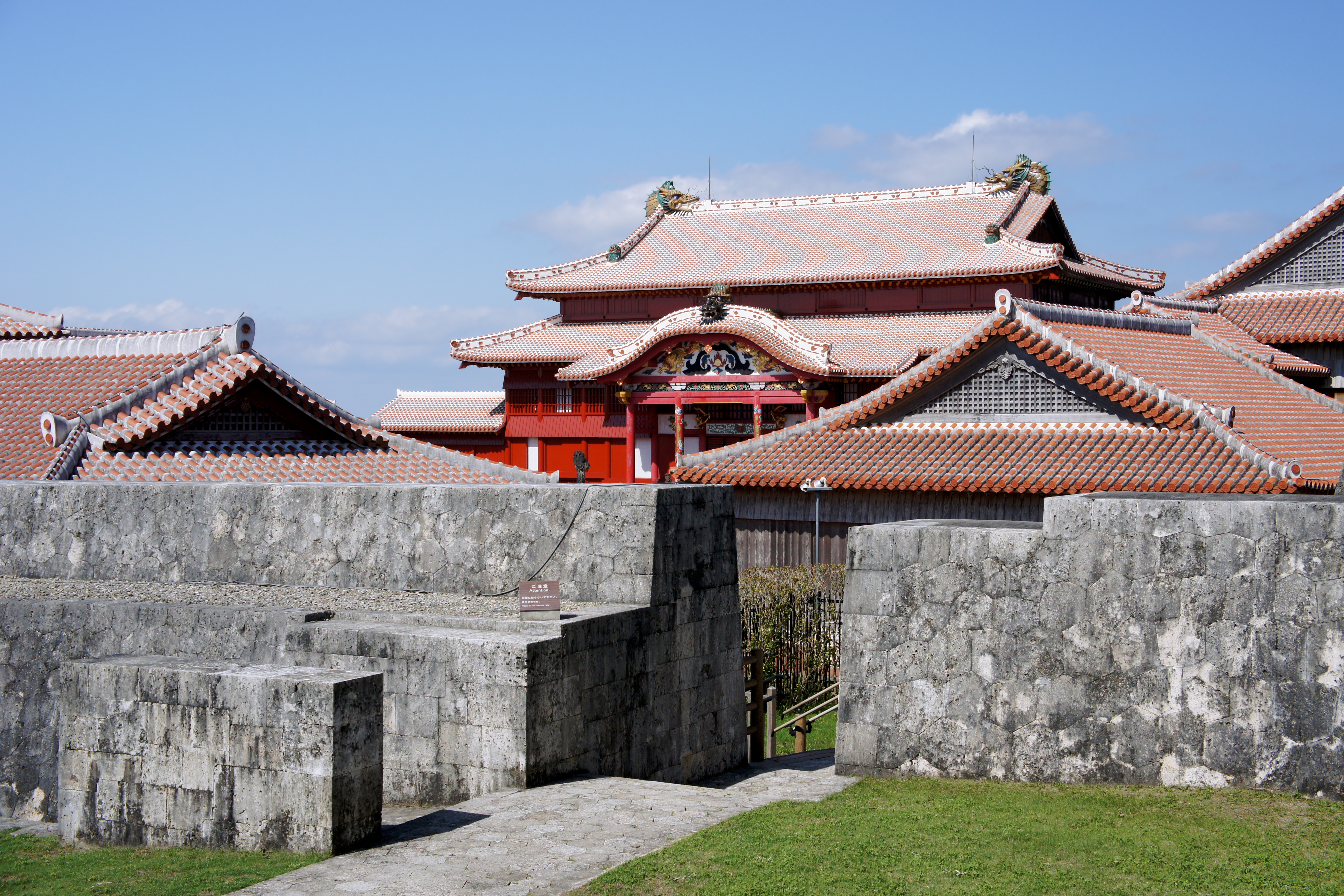
Il castello di Shuri a Naha

L'acqua piovana filtrata nell terreno ha dato luogo a caratteristiche grotte calcaree, tra queste quella di Gyokusendo, situata nella parte meridionale dell'isola di Okinawa, la seconda più grande del Giappone con il suo sviluppo di 5 km.

### Clima
Per la maggior parte dell'anno, la temperatura nelle isole di Okinawa supera i 20 gradi.

## Geografia antropica

### Suddivisioni amministrative
Il territorio della prefettura si compone di diverse municipalità. Tali Enti Locali, malgrado prendano il nome di città (市?, shi), cittadine (町?, chō oppure machi) e villaggi (村?, mura o anche son), racchiudono al loro interno anche aree relativamente o del tutto disabitate. Nelle liste che seguono i nomi nella lingua di Okinawa sono riportati tra parentesi.

#### Città
La prefettura di Okinawa comprende 11 municipalità (市町村区?, shichōsonku) che hanno acquisito lo status di città (市?, shi).

#### isole di Okinawa
- Ginowan 宜野湾市 (Jinoon)
- Nago 名護 (Nagu)
- Naha 那覇 (Naafa), il capoluogo della prefettura
- Itoman 糸満市 (Ichuman)
- Nanjō 南城市 (Nanjoo)
- Okinawa 沖縄市 (Uchinaa)
- Tomigusuku 豊見城市 (Timigushiku)
- Urasoe 浦添市 (Urashii)
- Uruma うるま市 (Uruma)

#### isole Yaeyama / isole Senkaku
- Ishigaki 石垣市 (Ishigachi)

#### isole Miyako
- Miyakojima 宮古島市 (Naaku)

#### Cittadine e villaggi
Di seguito la lista delle cittadine e dei villaggi della prefettura, suddivise secondo i distretti di appartenenza.
| Isole di Okinawa - Distretto di Kunigami (Kunjan) - Ginoza (Jinuja) - Higashi (Agarijima) - Ie (Iijima) - Kin (Chin) - Kunigami (Kunjan) - Motobu (Mutubu) - Nakijin (Nachijin) - Onna (Unna) - Ōgimi (Ujimi) | Isole di Okinawa - Distretto di Shimajiri (Shimajiri) - Aguni (Aguni) - Haebaru (Feebaru) - Iheya (Ihyaa) - Izena (Ijina) - Kitadaitō (Ufuagarijima) - Kumejima (Kumijima) - Minamidaitō (Minamidaitō) - Tokashiki (Tukashichi) - Tonaki (Tunachi) - Yaese (Yaese) - Yonabaru (Yunabaru) - Zamami (Jamami) | Isole di Okinawa - Distretto di Nakagami (Nakajan) - Chatan (Chatan) - Kadena (Kadina) - Kitanakagusuku (Kitanakagusuku) - Nakagusuku (Nakagushiku) - Nishihara (Nakagushiku) - Yomitan (Yuntan) Isole Miyako - Distretto di Miyako (in lingua di Miyako Naaku) - Tarama (Tarama) Isole Yaeyama - Distretto di Yaeyama (in lingua di Yaeyama Eema) - Taketomi (Dakidun) - Yonaguni (Yunaguni) |

## Cultura

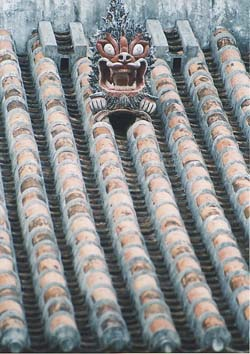
Shīsā, incrocio tra un leone e un cane, tipico della tradizione di Okinawa, raffigurato su un tetto.

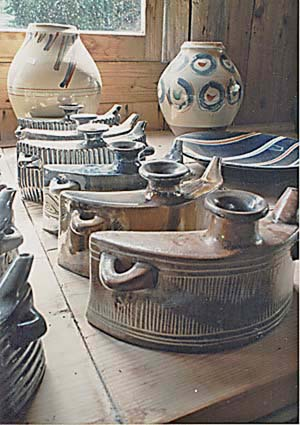
Terre cotte di Awamori.

Okinawa è entrata a far parte del Giappone solo nel 1879, le due culture hanno tra loro profonde differenze.

### Lingue e dialetti
Le numerose lingue ryukyuane sono di difficile comprensione per gli altri giapponesi. Linguisti non giapponesi considerano questi idiomi come lingue a sé stanti, mentre in Giappone vengono considerati dialetti. Tali lingue sono in declino, con la diffusione della lingua giapponese tra i giovani. Sempre più spesso viene parlato il "giapponese di Okinawa", un dialetto ibrido che raccoglie elementi delle due lingue e che viene erroneamente scambiato per la tradizionale lingua di Okinawa. Quest'ultima viene conservata dai più anziani e viene anche rappresentata nelle canzoni folk delle isole. Un'emittente radiofonica locale trasmette un notiziario in lingua tradizionale.

### Religione
Per tradizione, gli abitanti dell'arcipelago osservano la religione ryukyuana, che ha grande rispetto per il culto degli antenati e che ha subito influenze da taoismo, confucianesimo, buddhismo e shintoismo. Attorno all'altare di famiglia, detto buchidan (仏壇,ぶちだん), che si tramanda attraverso i primogeniti, si riuniscono tutti i parenti in occasione delle festività più importanti.
Vi sono divinità di tipo animista, che le genti di Okinawa venerano o temono, a seconda se rappresentano il bene o il male. Il posto più sacro nella tradizione religiosa dell'arcipelago è l'isola di Kudaka, che si trova al largo della città di Nanjō, nell'isola di Okinawa.

### Influenze culturali
Okinawa ha tratto influenze culturali dai diversi paesi con cui ha avuto scambi commerciali/culturali fin dai tempi antichi, tra questi la Cina, il Giappone, la Thailandia e l'Austronesia. L'arte più famosa esportata da Okinawa è quella del karate, nato nell'arcipelago come sintesi tra il kung fu cinese e le tradizionali arti marziali di Okinawa. Il karate ebbe un notevole impulso nella zona dopo la proibizione di portare armi, imposta dal governo di Tokyo dopo l'occupazione delle isole Ryukyu.

### Cucina
La cucina di Okinawa trae le sue origini dai contatti con quella cinese e siamese. Oltreché per il largo impiego di frutta e verdura, si distingue anche per un grande utilizzo di spezie ed erbe, al contrario di quella giapponese. L'influenza della cucina giapponese si diffuse più tardi, dopo l'invasione del 1609. Un prodotto primario tra le esportazioni di Okinawa è l'awamori, il tradizionale distillato del riso indica, giunto nelle isole dalla Thailandia.
La dieta di Okinawa prevede l'uso di alimenti con basso apporto di grassi e sale, quali il pesce, il tofu e le alghe. Gli abitanti di Okinawa sono famosi per la loro longevità. Gli ultracentenari sono 34,7 ogni 100.000 abitanti, il quoziente più alto al mondo. La possibile spiegazione di questo fenomeno sta nella dieta, nell'assenza di stress, nel tipo di vita sociale e nella spiritualità degli abitanti di queste isole.

### Arti
Uno strumento tipico di Okinawa è il sanshin, un liuto a tre corde che ha le origini in comune con il sanxian cinese, ed è antecedente al shamisen giapponese. Dalla zona proviene anche la tradizionale danza chiamata eisa, che si svolge con l'accompagnamento di tamburi.
Il tradizionale tessuto chiamato bingata è originario di Okinawa, nella cui isola principale vi sono diversi laboratori per la sua produzione.
Negli ultimi anni, la letteratura di Okinawa si è fatta apprezzare al di fuori dei confini regionali. Due scrittori locali si sono aggiudicati il prestigioso premio Akutagawa: Matayoshi Eiki nel 1995 per La punizione del maiale (豚の報い?, Buta no mukui) (tradotto in italiano per le edizioni Il Maestrale), e Medoruma Shun nel 1997 per Una goccia d'acqua (Suiteki). Altri scrittori di Okinawa si erano aggiudicati tale premio in precedenza: Tatsuhiro Oshiro nel 1967 e Mineo Higashi nel 1971.

### Karate
Il Karate è nato a Okinawa. Ha sviluppato diversi stili, tra i quali Shorin-Ryu, Uechi-ryū, Gōjū-ryū, Isshin-ryū, Ryuei Ryu, Motobu Ryu.

### Architettura

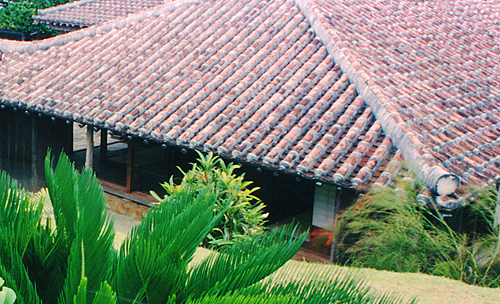
Una tradizionale casa di Okinawa

Okinawa conserva i resti di molti castelli tipici della sua tradizione, chiamati gusuku, che secondo alcuni sono stati il modello a cui si sono ispirati per la costruzione dei castelli giapponesi.
La maggior parte delle abitazioni moderne di queste isole sono costruite con cemento armato, per poter resistere alla furia dei tifoni. Le tegole dei tetti vengono cementate tra loro per lo stesso motivo.
Sui tetti viene posta una statua dello Shīsā, una divinità locale dalle sembianze leonine che protegge la casa dagli spiriti maligni e favorisce la permanenza di quelli benigni. I tetti sono di solito rossi e disegnati sul modello cinese.

### Sistema educativo
Le scuole pubbliche di Okinawa sono organizzate con la supervisione del Consiglio per l'Educazione della Prefettura di Okinawa, che gestisce in prima persona diverse scuole secondarie Le scuole per i residenti americani sono gestite da un'organizzazione dipendente dal Ministero della Difesa. La maggior parte di queste scuole si trovano all'interno delle basi militari.
Sono presenti 10 college universitari, tra cui l'Università internazionale di Okinawa (sita a Naha) e, ospitata nelle strutture delle basi militari, la "Asian Division" dell'University of Maryland University College.

## Infrastrutture e trasporti

### Trasporti aerei
Lo scalo principale nella prefettura è l'aeroporto di Naha, nel capoluogo, che è collegato al resto del Giappone, alla Cina, alla Corea, a Taiwan e a Guam con i voli operati da diverse compagnie di bandiera. Altri aeroporti minori si trovano ad Aguni, Hateruma, Iejima, Ishigaki, Kerama, Kita Daito, Kumejima, Minami-Daito, Miyako, Shimojijima, Tarama e Yonaguni

### Ferrovie
L'unica ferrovia operante nella prefettura è la monorotaia di Okinawa, che si trova nel capoluogo della prefettura ed ha uno sviluppo di 12,84 chilometri. Collega l'aeroporto cittadino con il centro della città. Il capolinea è presso il castello di Shuri.

### Trasporti marittimi
Vi sono molte compagnie che provvedono al trasporto di passeggeri con traghetti.
I maggiori porti della prefettura sono:
- Il porto di Naha[19]
- Il porto di Unten, nel nord dell'isola di Okinawa[20]
- Il porto di Kinwan[21]
- Il porto di Nakagusukuwan[22]
- Il porto di Hirara[23]
- Il porto di Ishigaki[24]